# 페테르 톰카
페테르 톰카(슬로바키아어: Peter Tomka, 1956년 6월 1일 ~ )는 슬로바키아의 외교관이자 국제 사법 재판소의 재판관이다. 슬로바키아 반스카비스트리차에서 태어나 프라하 카렐 대학교를 졸업하였고, 슬로바키아의 국제 연합 대사 등을 역임하였다. 2003년에 국제 사법 재판소 재판관으로 선임되었으며, 9년의 임기를 연임하게 되어 2021년에 임기가 만료된다. 2009년부터 2012년까지 제20대 국제 사법 재판소 부소장을 지냈으며, 2012년부터 2015년까지 제23대 국제 사법 재판소 소장으로 근무하였다.

## 같이 보기
- 국제 사법 재판소